# درک د سولا پرایس
دِرِک جان د سولا پِرَیس (به انگلیسی: Derek John de Solla Price)؛ (۲۲ ژانویه ۱۹۲۲ تا ۳ سپتامبر ۱۹۸۳)، فیزیک‌دان دانشمند در زمینهٔ تاریخ دانش و دانش اطلاعات اهل بریتانیا بود که پدر علم‌سنجی لقب گرفته‌است.

## زندگی‌نامه
پرایس در لیتون، انگلستان زاده شد و فرزند فیلیپس پرایس، خیاط و فِنی د سولا، خواننده بود. او پیش از آغاز فراگیری فیزیک و ریاضیات در دانشگاه لندن و اخذ مدرک کارشناسی در ۱۹۴۲، در سال ۱۹۳۸ به عنوان دستیار در آزمایشگاه فیزیک در کالج فنی جنوب غربی اسکس (کالج والتام فورست) شروع به کار کرده‌بود. پرایس در سال ۱۹۴۶ موفق به دریافت پی‌اچ‌دی خود در فیزیک آزمایشگاهی از دانشگاه لندن شد.
در سال ۱۹۴۸ پرایس به تدریس ریاضیات کاربردی در کالج رافلز در سنگاپور؛ که در حال پیوستن به دانشگاه ملی سنگاپور کنونی بود، پرداخت. در آن‌جا بود که او تئوری خود را در مورد رشد چشمگیر علم (the exponential growth of science)؛ ایدهٔ رسیده به ذهن او، هنگامی که متوجه منحنی لگاریتمی مشخصی از تبادلات فلسفی در جامعه سلطنتی بین سال‌های ۱۶۶۵ و ۱۸۵۰ شد، و او آن را در زمانی که کالج رافلز سرگرم بنای کتابخانهٔ خود بود، بر دیوار، در خانهٔ خود قرار داده بود.
پس از سه سال، پرایس به انگلستان بازگشت تا به کار روی دومین پی‌اچ‌دی خود؛ و این بار در دانشگاه کمبریج، در زمینهٔ تاریخ دانش بپردازد. در طی بررسی‌هایش برای این دکترای خود، او در کتابخانه دانشگاه کمبریج، به‌طور تصادفی نوشتهٔ «Equatorie of the Planetis»؛ استواری سیارات؛ یک نسخهٔ خطی پیترهاوس، نوشته شده به انگلیسی میانه را، که او آن را به جفری چاوسر نسبت داد پیدا کرد. در حال حاضر این دست‌خط به راهب سنت آلبانی جان وستویک نسبت داده می‌شود.
در طی سال ۱۹۵۰، پرایس نام خانوادگی سفاردی مادرش، دِ سولا "De Solla" را به عنوان میان‌نام به نامش افزود. او یک "آتئیست بریتانیایی" بود؛ از یک خانوادهٔ یهودی معروف به سفاردی "، و هرچند که همسر دانمارکی او، اِلِن، به عنوان یک لوتر محسوب می‌شد، اما به گفتهٔ پسرش" مارک "، ازدواج آن‌هاً مخلوط " محسوب نمی‌شود، زیرا آن‌ها هر دو خداناباور بودند.
پس از اخذ مدرک دکترای خود، پرایس به ایالات متحده آمریکا؛ جایی که او به عنوان یک مشاور در مؤسسه اسمیتسونین، و به عنوان یک همکار در مؤسسه مطالعات پیشرفته در پرینستون، نیوجرسی خدمت کرده‌است نقل مکان کرد. پست بعدی پرایس در دانشگاه ییل بود، جایی که او تا زمان مرگ در آن‌جا کار می‌کرد و به عنوان «پروفسور آوالون» از تاریخ علوم، و به عنوان رئیس بخش جدیدی که شامل تاریخچه علوم، فناوری و پزشکی بود، خدمت می‌کرد. پس از درگذشت پرایس، جایزهٔ پژوهشی انجمن علمی و فناوری آمریکا (ASIS) برای مشارکت برجسته در زمینهٔ علوم اطلاعاتی در سال ۱۹۸۴ به او تعلق گرفت.

## مدال یادبود درک د سولا پرایس
به افتخار فعالیت‌های درک جی د سللا پرایس در علم اطلاعات و به دلیل نقش مهم وی در توسعه حوزه علم سنجی، مدال یادبود درک د سولا پرایس توسط تیبور براون، بنیانگذار مجله بین‌المللی ساینتومتریکس به‌طور دوره ای به دانشمندان با مشارکت برجسته در زمینه‌های مطالعات کمی علم اعطا می‌شود.